# Frances Sweeney
Frances Sweeney (ur. ok. 1908 w Bostonie, zm. 19 czerwca 1944 tamże) – dziennikarka i aktywistka, która prowadziła kampanię przeciwko faszyzmowi, antysemityzmowi i korupcji politycznej w Bostonie w latach czterdziestych XX wieku. Redagowała własną gazetę „Boston City Reporter” i założyła rubrykę „Rumor Clinic” w gazecie Boston Herald w celu zwalczania faszystowskiej dezinformacji. Chcąc przeciwdziałać wpływom księdza Charlesa Coughlina, którego antysemickie audycje były popularne wśród irlandzkich katolików w Bostonie, prowadziła protesty i pisała artykuły potępiające Front Chrześcijański i podobne organizacje. Była sekretarzem Amerykańsko-Irlandzkiego Stowarzyszenia Obronnego w Bostonie (American-Irish Defense Association of Boston) i wiceprzewodniczącą Komitetu Obywatelskiego Massachusetts na rzecz Jedności Rasowej (Massachusetts Citizens' Committee for Racial Unity). Sweeney grożono ekskomuniką, gdy skrytykowała kardynała Williama Henry’ego O’Connella za jego milczenie w sprawie katolickiego antysemityzmu.

## Wczesne życie
Sweeney urodziła się w Bostonie około 1908 roku. Jako jedyna córka Jamesa Sweeneya, irlandzko-amerykańskiego właściciela saloonu, dorastała w dzielnicy Brighton i uczęszczała do Mount Saint Joseph Academy. Niewiele wiadomo o jej wczesnej karierze poza tym, że pracowała dla agencji reklamowej w Bostonie.

## Boston City Reporter
W latach 30. Sweeney założyła małą gazetę demaskatorów „Boston City Reporter”, którą sama redagowała i powielała. Początkowo jej artykuły opisywały korupcję polityczną. Pod koniec lat 30. rozszerzyła swoją misję o walkę z profaszystowską, antysemicką propagandą.
Boston był wówczas jednym z najbardziej antysemickich miast w Stanach Zjednoczonych. Żydowscy mieszkańcy, firmy i synagogi były częstymi celami przestępstw na tle nienawiści: gangi złożone głównie z irlandzkiej młodzieży katolickiej, podżegane przez ojca Coughlina i Front Chrześcijański, przemierzały ulice żydowskich dzielnic, niszcząc mienie i napadając na mieszkańców. Wiele ofiar było poważnie rannych pałkami i kastetami. Jak wspominał felietonista Nat Hentoff: „Przejeżdzając obok Franklin Field podczas tej podróży, przypomniałem sobie, że straciłem tam wtedy kilka zębów na rzecz gangu czytelników Social Justice Charlesa Coughlina, którzy uznali mnie za zabójcę swojego Pana”. Bostońska policja, politycy i duchowni, głównie Irlandzcy, byli mało pomocni, a lokalna prasa w dużej mierze ignorowała ten problem. Popularny irlandzki burmistrz Bostonu, James Michael Curley, z dumą nazwał je „najsilniejszym miastem Coughlina na świecie”.
Sweeney była szczególnie zbulwersowana antysemityzmem irlandzko-amerykańskich katolików. Sama będąc katoliczką mówiła, że ze wszystkich ludzi powinni wiedzieć lepiej. Pisała artykuły potępiające Coughlina, Front Chrześcijański i wszystkich innych, którzy szerzą antysemicką lub faszystowską propagandę. Zaalarmowała agentów federalnych o działalności Francisa P. Morana, przywódcy Frontu Chrześcijańskiego w Bostonie. Moran, powiązany z George’em Sylvesterem Viereckiem, rozpowszechniał nazistowską propagandę i kiedyś publicznie zagroził, że „zajmie się Rooseveltem”. Podczas wystąpienia ks. Edwarda Lodge’a Currana na południu Bostonu w tłumie dwóch tysięcy irlandzkich katolików Sweeney jako jedyna zaprotestowała przeciwko jego przemówieniu. Zwolennicy Coughlina przy chórze syków i gwizdów brutalnie wyrzucili ją z sali. W swoim bestsellerowym exposé organizacji faszystowskich Under Cover (1943) John Roy Carlson wymienił Sweeney jako inspirację. Porównał jej pracę w Bostonie do „przekopywania góry łopatą”. Według Carlsona artykuły Sweeney spowodowały usunięcie faszystowskiego magazynu Catholic International z wielu kiosków w mieście. W 1943 roku Sweeney opisywała antysemityzm w bostońskiej policji, zwiększając tym samym świadomość społeczną na ten temat. Ostatecznie doprowadziło to do zwolnienia komisarza policji, co spowodowało gwałtowny spadek przemocy na tle antysemityzmu w Bostonie.
Wielu katolików uważało Sweeney za postać antyklerykalną, ale ona postrzegała siebie jako obrońcę kościoła przed nienawiścią. Kiedy skrytykowała kardynała O’Connella za jego milczenie w sprawie katolickiego antysemityzmu, wezwał ją do swojego biura i zagroził ekskomuniką. Inni katolicy natomiast ją popierali. Wśród nich byli biskup Bernard James Sheil z Chicago i prałat John A. Ryan z Waszyngtonu.

## Boston HeraldRumor Clinic
Podczas II wojny światowej z sugestią Sweeney Boston Herald założył „Klinikę plotek” (Rumor Clinic) w celu zwalczania propagandy Państw Osi i innych szkodliwych plotek. Przykładem takich plotek była plotka o tym, że głowy kobiet z lokami lub falowanymi włosami eksplodowały podczas pracy w fabrykach amunicji. W każdą niedzielę we fragmencie Boston Herald wybierano plotkę, dokładnie śledzono jej źródło i obalano. Sweeney była jedną z osób redagujących i sprawdzających tę rubrykę. Sweeney i Rumor Clinic gościnnie były drukowane w magazynach Reader’s Digest i Life, a podobne rubryki powstały w gazetach w innych miastach w całym kraju.

## Śmierć i dziedzictwo
Sweeney zmarła 19 czerwca 1944 na niewydolność serca w wieku 36 lat. Została pochowana na Cmentarzu Świętego Krzyża (Holy Cross Cemetery) w Malden w stanie Massachusetts.
Po jej śmierci Irving Stone napisał: „Fran Sweeney nie mogła być zniechęcona, nie mogła zostać pokonana, nie można było jej przestraszyć, nie można było jej odesłać do szeregu. Była jednoosobową krucjatą. Płonęła jedną z najgorętszych i najbardziej nieugaszonych pasji do sprawiedliwości społecznej, jaką kiedykolwiek widziałem”.
W 1944 Szkoła Służby Społecznej (School for Social Service) biskupa Sheila w Chicago przyznała pośmiertnie Sweeney Medal Papieża Leona XIII „za wybitną pracę w zwalczaniu uprzedzeń i niesprawiedliwości oraz w rozwoju edukacji społecznej”. Medal w imieniu Sweeney przyjęła jej matka.
Na jej cześć nazwano The Frances Sweeney Committee, organizację zajmującą się zwalczaniem antysemityzmu. Komitet był później aktywny w zwalczaniu retoryki księdza Feeneya, katolickiego księdza, który w latach 50. wzniecał poglądy antysemityczne w Bostonie.
Nat Hentoff, który jako nastolatek pracował dla Boston City Reporter, był pod wpływem Sweeney do tego stopnia, że zadedykował jej swoją autobiografię Boston Boy.